# Beatmania APPEND GOTTAMIX
beatmania APPEND GOTTAMIX es un videojuego musical derivado de beatmania. Fue estrenado en mayo del 1999 con un total de veinte canciones, gran parte de ellos totalmente nuevas. El juego tiene el motor y la interfaz similar al de beatmania 3rdMIX. Requiere ser activado mediante Key Disc debido a que es una expansión del primer beatmania. Carece de niveles como Normal, Hard, Expert, sino que el jugador directamente pasa a escoger canciones.

## Lista de canciones
Las siguientes tablas muestran las canciones introducidas en el juego:
| Nombre                                         | Género               | Artista                                 | BPM                  |                      |                      |
| Canciones originales                           | Canciones originales | Canciones originales                    | Canciones originales | Canciones originales | Canciones originales |
| ---------------------------------------------- | -------------------- | --------------------------------------- | -------------------- | -------------------- | -------------------- |
| Winter Fantasy ～Sample Battlers' House Mix～  | REAL GARAGE          | LUV 2 SHY featuring SONOMI              | 120                  |                      |                      |
| Yellow, Black and Blues                        | HIP AND SOUL         | COZY KUBO                               | 96                   |                      |                      |
| dancing Percussion                             | RAGA ROCK            | Mikio Endo with SKI Rockers             | 110                  |                      |                      |
| RVTK-1                                         | BIG BEAT             | DUB-GB                                  | 92                   |                      |                      |
| E-Girlia                                       | HIPHOP               | DJ Patch                                | 90                   |                      |                      |
| luv foundation                                 | CROSSOVER            | Mikio Endo                              | 106                  |                      |                      |
| NaHaNaHa vs. Gattchoon Battle                  | DJ BATTLE            | DJ Senda & Tiny.K                       | 124-163              |                      |                      |
| CLUB 115                                       | ROCK'N TECHNO        | COZY KUBO                               | 150                  |                      |                      |
| Miracle Moon                                   | J-GARAGE POP         | Togo Project featuring Sana             | 129                  |                      |                      |
| more deep                                      | FREE SOUL            | Togo Project featuring Sana & T/Decay   | 120                  |                      |                      |
| Lovergirl In Summer ～GUHROOVY HARD CORE MIX～ | BREAK BEATS          | LUV2 SHY featuring SONOMI               | 95-190               |                      |                      |
| JAUNTY BOUNTY                                  | COLLAGE TECHNO       | Kimitaka Matsumae                       | 150                  |                      |                      |
| BEMANI HIT TRACKS                              | NONSTOP MEGAMIX      | K.M.D.J. team featuring Seigo "M" Takei | 137-143              |                      |                      |
| Manmachine plays Jazz ～MIO2～                 | JAZZ ELECTRO         | Mikio Endo                              | 114                  |                      |                      |
| LUV TO ME (disco mix) version GOTTA            | EURO BEAT            | tiger YAMATO                            | 154                  |                      |                      |
| HELL SCAPER                                    | GABBAH               | L.E.D. LIGHT                            | 190-200              |                      |                      |
| Provenientes de beatmania 4thMIX               |                      |                                         |                      |                      |                      |
| SODA                                           | DRUM'N BASS          | SLAKE                                   | 160                  |                      |                      |
| GENOM SCREAMS                                  | TRANCE               | L.E.D. LIGHT                            | 150                  |                      |                      |
| Hunting for You                                | R&B                  | Togo Project featuring Megu & Scotty D. | 105                  |                      |                      |
| Hunting for You                                | R&B (Hard version)   | Togo Project featuring Megu & Scotty D. | 105                  |                      |                      |